# Culex binigrolineatus
Culex binigrolineatus is een muggensoort uit de familie van de steekmuggen (Culicidae). De wetenschappelijke naam van de soort is voor het eerst geldig gepubliceerd in 1945 door Knight & Rozeboom.